# 指標表
抽象代数学の一分野である群論において、指標表（しひょうひょう、英: character table）とは、与えられた群について、その全ての既約表現の指標を表にまとめたものである。これは直交関係などにより対象としている群についての比較的少ない情報から計算できて、群の性質をそこから引き出すことができる。
化学・結晶学・分光学において点群の指標表は、対称性の観点から分子振動を分類したり、2つの量子状態間の遷移が可能かどうかを考える場合に用いられる。

## 定義
有限群 G の複素数体 C 上既約表現 X: G → GLn(C) に対して写像 χ = Tr X: G → C を次数 n の既約指標という。既約指標の数と共役類の数は等しい。群 G の既約指標 χ1, …, χk と共役類の完全代表系 g1, …, gk に対して正方行列 T = [ χi(gj) ]1 ≤ i, j ≤ k を指標表という。指標は類関数なので指標表は矛盾なく定まるが、行と列に関する入れ替えを除いてしか決まらない。

## 性質
以下では群とは有限群のことを指す。群 G の既約指標のなす集合を Irr(G) とおく。群 G の元 g に対して gG は共役類、CG(g) は中心化群を表す。
- 直交関係が成り立つ。
  - {\displaystyle {\frac {1}{\vert G\vert }}\sum _{g\in G}\chi (g){\overline {\psi (g)}}=\delta _{\chi \psi }\qquad (\chi ,\psi \in \operatorname {Irr} (G))}
  - {\displaystyle {\frac {1}{\vert C_{G}(g)\vert }}\sum _{\chi \in \operatorname {Irr} (G)}\chi (g){\overline {\chi (h)}}=\delta _{g^{G}h^{G}}\qquad (g,h\in G)}
  - ここで |G| は群 G の位数。
- 群の位数と既約指標の次数の二乗和は等しい（直交関係の特別な場合）。
- 線型指標―すなわち次数1の指標―の数と交換子群の指数は等しい。
- 既約指標の次数は群の位数を割り切る。
- 群の正規部分群のなす束がわかる。より正確に述べると、群 G のすべての正規部分群は既約指標の核 kerχ = { g ∈ G | χ(1) = χ(g) } のいくつかの共通部分で表せる。
- 群の単純性を判定できる。（直前の性質から正規部分群についてわかるため。）
- 正規部分群 N による商 G/N の既約指標は自然な一対一対応によって G の既約指標と見做せる。
  - Irr(G/N) ↔ { χ ∈ Irr(G) | N ≤ kerχ }

## 既約表現への分解
非自明な可約表現の表現行列 R は、相似変換によってブロック行列 Ri ≠ 0 に分解することができる。
{\displaystyle \mathbf {R} \sim {\begin{bmatrix}\mathbf {R} _{1}&0&\cdots &0\\0&\mathbf {R} _{2}&\cdots &0\\\vdots &\vdots &\ddots &\vdots \\0&0&\cdots &\mathbf {R} _{n}\end{bmatrix}}}
それ以上ブロック行列に分解できなくなったとき、それぞれのブロック行列は既約表現の表現行列となる。
相似変換をしても指標は変化しない。また可約表現の表現行列の指標は、それぞれのブロック行列の指標を足し合わせたものと等しい。よってある可約表現が与えられたときに、指標表のみを用いて既約表現に分解することができる。ここで可約表現に現れる既約表現の重複度 {\displaystyle n_{i}} は、次のように与えられる。
{\displaystyle n_{i}={\frac {1}{\vert G\vert }}\sum _{g\in G}\chi _{r}(g){\overline {\chi _{i}(g)}}.}
ここで {\displaystyle \chi _{i}} は既約表現の指標、{\displaystyle \chi _{r}} は可約表現の指標、|G| は群 G の位数である。この式は指標表の直交関係から直ちに導かれ、簡約公式などと呼ばれる。

## 具体例

### 3次対称群S3の指標表
3次対称群 G := S3 の既約表現は同値なものを除くと次で定まる準同型写像 X1, X2, X3 の3つである。
- X1 : G → GL1(C)
  - (1, 2)(3) ↦ [1], (1, 2, 3) ↦ [1]
- X2 : G → GL1(C) 
  - (1, 2)(3) ↦ [-1], (1, 2, 3) ↦ [1]
- X3 : G → GL2(C) 
  - (1, 2)(3) ↦ {\displaystyle {\begin{bmatrix}0&1\\1&0\end{bmatrix}}}, (1, 2, 3) ↦ {\displaystyle {\begin{bmatrix}e^{2\pi i/3}&0\\0&e^{-2\pi i/3}\end{bmatrix}}}

したがってχj = Tr Xj とおけば G の指標表は次のようになる。
| g         | 1 | (1, 2) | (1, 2, 3) |
| ｜gG｜    | 1 | 3      | 2         |
| ｜CG(g)｜ | 6 | 2      | 3         |
| --------- | - | ------ | --------- |
| χ1        | 1 | 1      | 1         |
| χ2        | 1 | -1     | 1         |
| χ3        | 2 | 0      | -1        |

### 位数8の非可換群の指標表
位数8の非可換群には二面体群 D8 = ⟨ r, s | r4 = s2 = e, rs = r-1 ⟩ と四元数群 Q8の2つの非同型類があるが、その指標表は等しい。したがって一般に指標表から群の同型類を決定することはできない。
| g         | e | r2 | r  | s  | rs |
| ｜gG｜    | 1 | 1  | 2  | 2  | 2  |
| ｜CG(g)｜ | 8 | 8  | 4  | 4  | 4  |
| --------- | - | -- | -- | -- | -- |
| χ1        | 1 | 1  | 1  | 1  | 1  |
| χ2        | 1 | 1  | 1  | -1 | -1 |
| χ3        | 1 | 1  | -1 | 1  | -1 |
| χ4        | 1 | 1  | -1 | -1 | 1  |
| χ5        | 2 | -2 | 0  | 0  | 0  |

### 点群C2vの指標表
| E | C2 | σv | σv' |

| A1 |
| A2 |
| B1 |
| B2 |

| 1 | 1  | 1  | 1  |
| 1 | 1  | -1 | -1 |
| 1 | -1 | 1  | -1 |
| 1 | -1 | -1 | 1  |

| Tz      | z , z2 , x2 , y2 |
| Rz      | xy               |
| Ty , Rx | y , xz           |
| Tx , Ry | x , yz           |

- A1, A2, B1, B2 ：点群C2vの既約表現を表すマリケン記号
- E , C2 , σv , σv'  ：対称操作
- 1 , -1 ：指標（表現行列のトレース）
- Tx、Ty、Tz：基底関数、並進を表す
- Rx、Ry、Rz：基底関数、回転を表す
- xy、yz、zx、x2、y2、z2：２次の基底関数、d軌道を扱うときは重要となる